# Taekwondo aux Jeux olympiques de la jeunesse de 2014
Navigation
Édition précédente Édition suivante
Les épreuves de taekwondo aux jeux olympiques de la jeunesse d'été de 2014 ont lieu au Nanjing International Expo Center de Nankin, en Chine, du 17 au 21 août 2014.

## Compétitions

### Compétitions garçons
| Événement      | Or            | Argent                    | Bronze                |
| -------------- | ------------- | ------------------------- | --------------------- |
| 48 kg garçons  | Mehdi Eshaghi | Wang Chen-yu              | Daniel Chiovetta      |
| 48 kg garçons  | Mehdi Eshaghi | Wang Chen-yu              | Stéphane Audibert     |
| 55 kg garçons  | Huang Yu-jen  | Joo Dong-hun              | Si Mohamed Ketbi      |
| 55 kg garçons  | Huang Yu-jen  | Joo Dong-hun              | Jesus Tortosa Cabrera |
| 63 kg garçons  | Edival Pontes | Jose Ruben Nava Rodrigues | Nabil Ennadiri        |
| 63 kg garçons  | Edival Pontes | Jose Ruben Nava Rodrigues | Christian McNeish     |
| 73 kg garçons  | Said Guliyev  | Hamza Adnan-Karim         | Seif Eissa            |
| 73 kg garçons  | Said Guliyev  | Hamza Adnan-Karim         | Danial Salehimehr     |
| +73 kg garçons | Yoann Miangue | Denys Voronovskyy         | Talha Bayram          |
| +73 kg garçons | Yoann Miangue | Denys Voronovskyy         | Liun Jintao           |

### Compétition filles
| Événement     | Or                     | Argent           | Bronze                |
| ------------- | ---------------------- | ---------------- | --------------------- |
| 44 kg filles  | Panipak Wongpattanakit | Ceren Ozbek      | Chen Zih-Ting         |
| 44 kg filles  | Panipak Wongpattanakit | Ceren Ozbek      | Abigail Stones        |
| 49 kg filles  | Huang Huai-Hsuan       | Indra Craen      | Zhan Tian Rui         |
| 49 kg filles  | Huang Huai-Hsuan       | Indra Craen      | Mitzi Carrillo Osorio |
| 55 kg filles  | Ivana Babić            | Fatma Saridogan  | Tatiana Kudashova     |
| 55 kg filles  | Ivana Babić            | Fatma Saridogan  | Laura Roebben         |
| 63 kg filles  | Kimia Alizadeh         | Yulia Turutina   | Zhang Chen            |
| 63 kg filles  | Kimia Alizadeh         | Yulia Turutina   | Debbie Natalia Yopasa |
| +63 kg filles | Yount Kendall          | Abdullaeva Umida | Li Chen               |
| +63 kg filles | Yount Kendall          | Abdullaeva Umida | Miuts Yuliia          |

## Tableau des médailles
| Rang  | Nation         | Or | Argent | Bronze | Total |
| ----- | -------------- | -- | ------ | ------ | ----- |
| 1     | Taipei chinois | 2  | 1      | 1      | 4     |
| 2     | Iran           | 2  | 0      | 1      | 3     |
| 3     | Azerbaïdjan    | 1  | 1      | 0      | 2     |
| 4     | France         | 1  | 0      | 1      | 2     |
| 5     | Brésil         | 1  | 0      | 0      | 1     |
| 5     | Croatie        | 1  | 0      | 0      | 1     |
| 5     | Thaïlande      | 1  | 0      | 0      | 1     |
| 5     | États-Unis     | 1  | 0      | 0      | 1     |
| 9     | Belgique       | 0  | 1      | 2      | 3     |
| 10    | Allemagne      | 0  | 1      | 1      | 2     |
| 10    | Mexique        | 0  | 1      | 1      | 2     |
| 10    | Russie         | 0  | 1      | 1      | 2     |
| 10    | Turquie        | 0  | 1      | 1      | 2     |
| 10    | Ukraine        | 0  | 1      | 1      | 2     |
| 15    | Corée du Sud   | 0  | 1      | 0      | 1     |
| 15    | Ouzbékistan    | 0  | 1      | 0      | 1     |
| 17    | Chine          | 0  | 0      | 4      | 4     |
| 18    | Royaume-Uni    | 0  | 0      | 2      | 2     |
| 19    | Colombie       | 0  | 0      | 1      | 1     |
| 19    | Égypte         | 0  | 0      | 1      | 1     |
| 19    | Espagne        | 0  | 0      | 1      | 1     |
| 19    | Pays-Bas       | 0  | 0      | 1      | 1     |
| Total | Total          | 10 | 10     | 20     | 40    |